# Cẩm y vệ
Cẩm y vệ (phồn thể: 錦衣衞; giản thể: 锦衣卫; bính âm: Jǐnyīwèi; nghĩa đen 'Vệ áo gấm') là một lực lượng cảnh sát mật hoàng gia phục vụ các hoàng đế triều Minh ở Trung Quốc, được Minh Thái Tổ thành lập vào năm 1368, hoạt động như một đội vệ sĩ riêng của ông. Năm 1369, Cẩm y vệ trở thành cơ quan quân sự hoàng gia. Thành viên Cẩm y vệ có thể bỏ qua thủ tục tư pháp khi truy tố, nắm trong tay toàn quyền tự chủ bắt giữ, thẩm vấn và trừng phạt bất kỳ ai, kể cả là quý tộc hay hoàng thân quốc thích.
Cẩm y vệ được giao nhiệm vụ thu thập thông tin tình báo quân sự về kẻ thù, tham gia quá trình lập kế hoạch trong các trận đánh. Thành viên Cẩm y vệ mặc bộ đồng phục màu vàng đặc trưng với một lệnh bài đính kèm và mang theo mình một loại lưỡi đao đặc biệt.

## Lịch sử
Điểm khởi nguồn của lực lượng Cẩm y vệ là vào đầu năm 1360. Thành viên Cẩm y vệ phục vụ như những vệ sĩ riêng của Chu Nguyên Chương, bảo vệ ông trong trận chiến với thủ lĩnh phiến quân Trần Hữu Lượng. Sau khi sáng lập triều Minh, Minh Thái Tổ Chu Nguyên Chương hoài nghi lòng trung thành của thần dân đối với mình và thường xuyên đề phòng trước các cuộc nổi loạn hay thích sát. Một trong những nhiệm vụ ban đầu của Cẩm y vệ là giúp hoàng đế theo dõi thần dân. Minh Thái Tổ giao cho Cẩm y vệ thêm nhiều nhiệm vụ rồi chính thức thành lập lực lượng này vào năm 1382 với 500 thành viên. Chỉ trong khoảng ba năm tiếp theo, quân số Cẩm y vệ đã lên tới 14.000 người.
Năm 1393, Minh Thái Tổ hạn chế bớt nhiệm vụ của Cẩm y vệ khi lực lượng này bị cáo buộc lạm quyền trong quá trình điều tra vụ mưu phản của tướng Lam Ngọc, kéo theo cái chết của 4 vạn người. Khi lên ngôi, Minh Thành Tổ lại cũng sợ rằng thần dân có thể bất bình với ông vì hành vi cướp ngôi cháu ruột. Do đó, Minh Thành Tổ quyết định phục hồi quyền hạn của Cẩm y vệ để gia tăng khả năng kiểm soát triều đình. Năm 1644, nghĩa quân Lý Tự Thành lật đổ triều Minh và Cẩm y vệ bị giải thể sau 262 năm tồn tại.

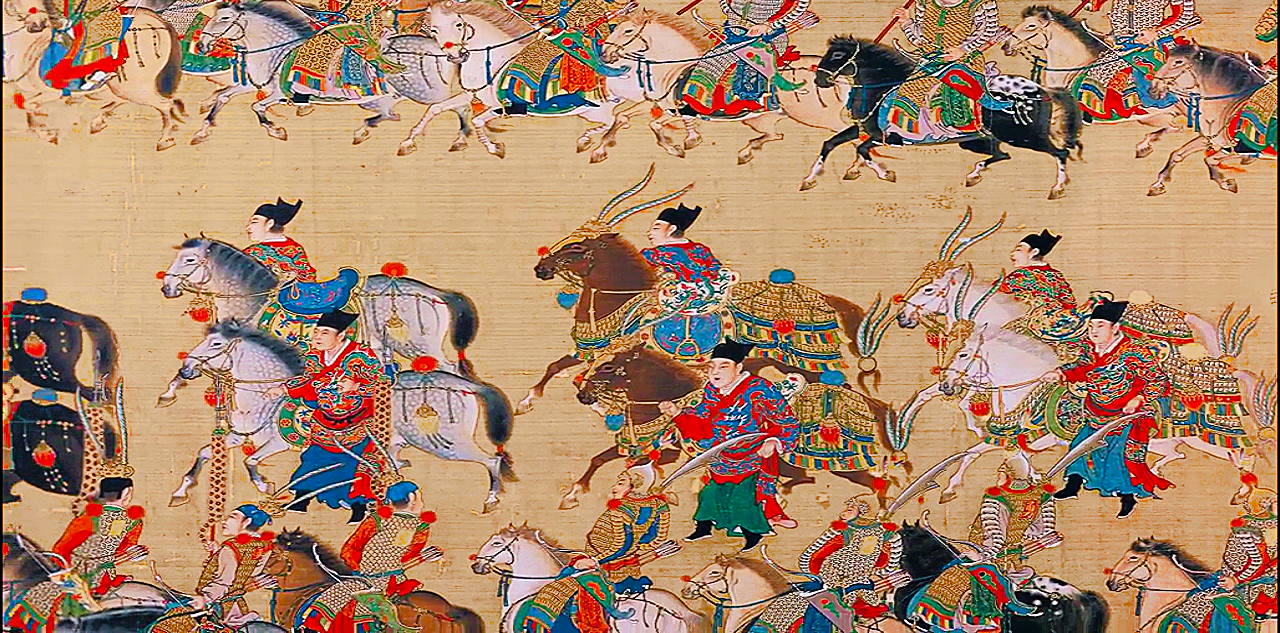
Cẩm y vệ cấp cao dắt ngựa quý của hoàng đế trong một cuộc duyệt binh

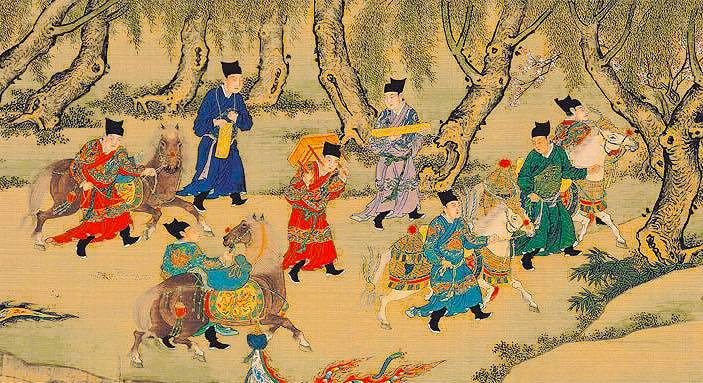
Vài Cẩm y vệ đang áp tải bảo vật của hoàng đế

## Phục vụ
Cẩm y vệ được ủy quyền bỏ qua các thủ tục tố tụng tư pháp trong việc truy tố những kẻ bị coi là kẻ thù quốc gia, nắm trong tay quyền tự chủ bắt giữ, thẩm vấn, giam giữ không cần xét xử và trừng phạt không qua tố tụng. Thành viên Cẩm y vệ bị ràng buộc phục tùng hoàng đế và nhận mệnh lệnh trực tiếp từ ông. Họ cũng đóng vai trò như những chính ủy trong lực lượng quân đội triều Minh thời chiến. Vào những năm cuối triều đại, Cẩm y vệ  nằm dưới sự kiểm soát của Đông xưởng. Khi chính quyền chìm trong tham nhũng, Cẩm y vệ liên tục được các cá nhân, phe cánh sử dụng để loại bỏ đối thủ chính trị thông qua các vụ ám sát và truy tố pháp lý.

## Trụ sở chính
Trụ sở Cẩm y vệ nằm ở phía tây Quảng trường Thiên An Môn, nơi hiện nay có Đại lễ đường Nhân dân.

## Trong văn hóa đại chúng
- Bộ phim năm 1985 Cẩm y vệ của hãng phim Hồng Kông Shaw Brothers, Lương Gia Nhân trong vai một chỉ huy Cẩm y vệ.
- Bộ phim truyền hình năm 2010 Quái hiệp Nhất Chi Mai do Chinese Entertainment Shanghai sản xuất, khắc họa Cẩm y vệ là tay sai cho tên thừa tướng biến chất.
- Bộ phim Cẩm y vệ năm 2010, Chân Tử Đan trong vai chỉ huy Cẩm y vệ.
- Bộ phim Tú xuân đao năm 2014 của đạo diễn Lộ Dương lấy bối cảnh vào những năm cuối triều Minh.